# Армия Древней Македонии

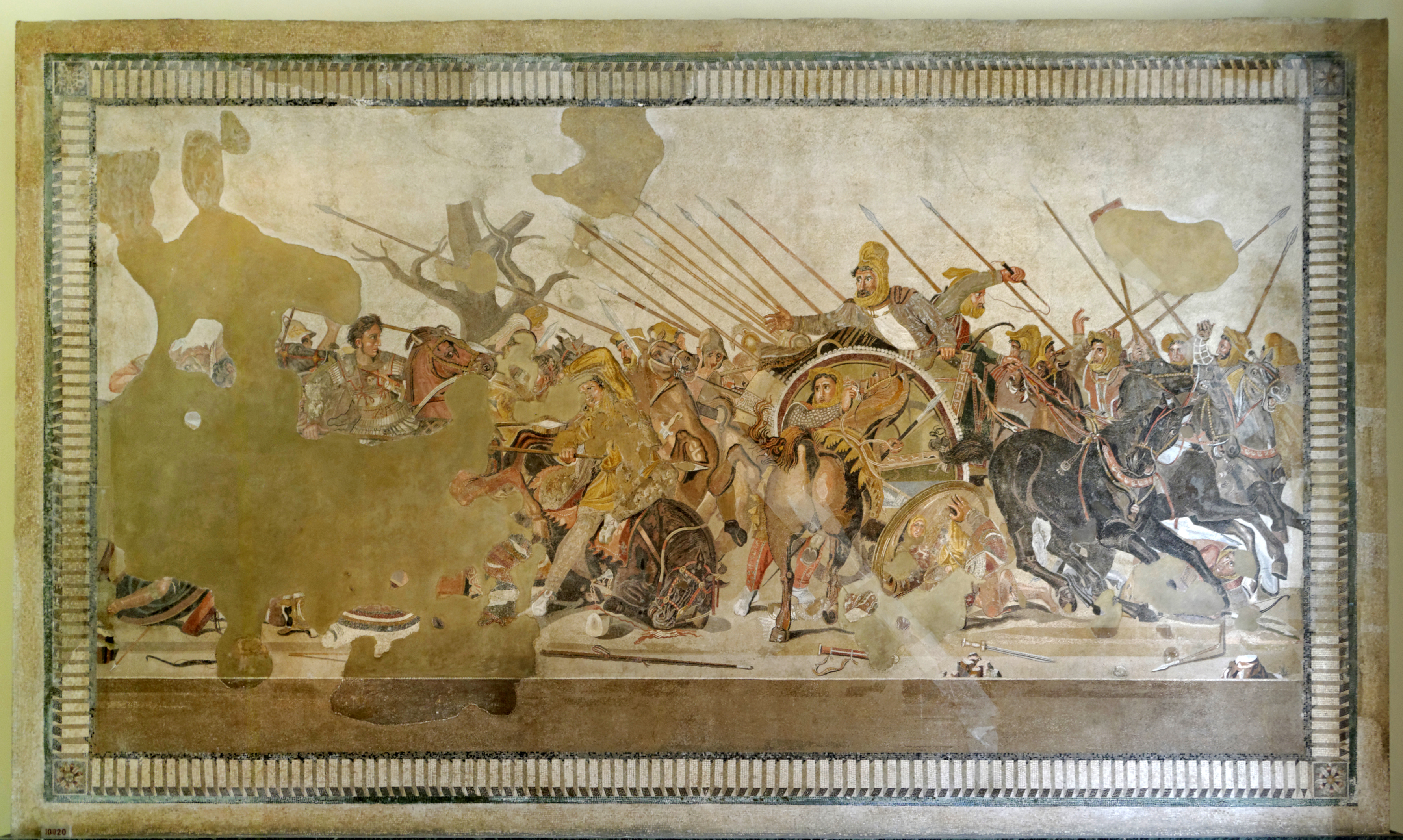
Битва при Иссе.

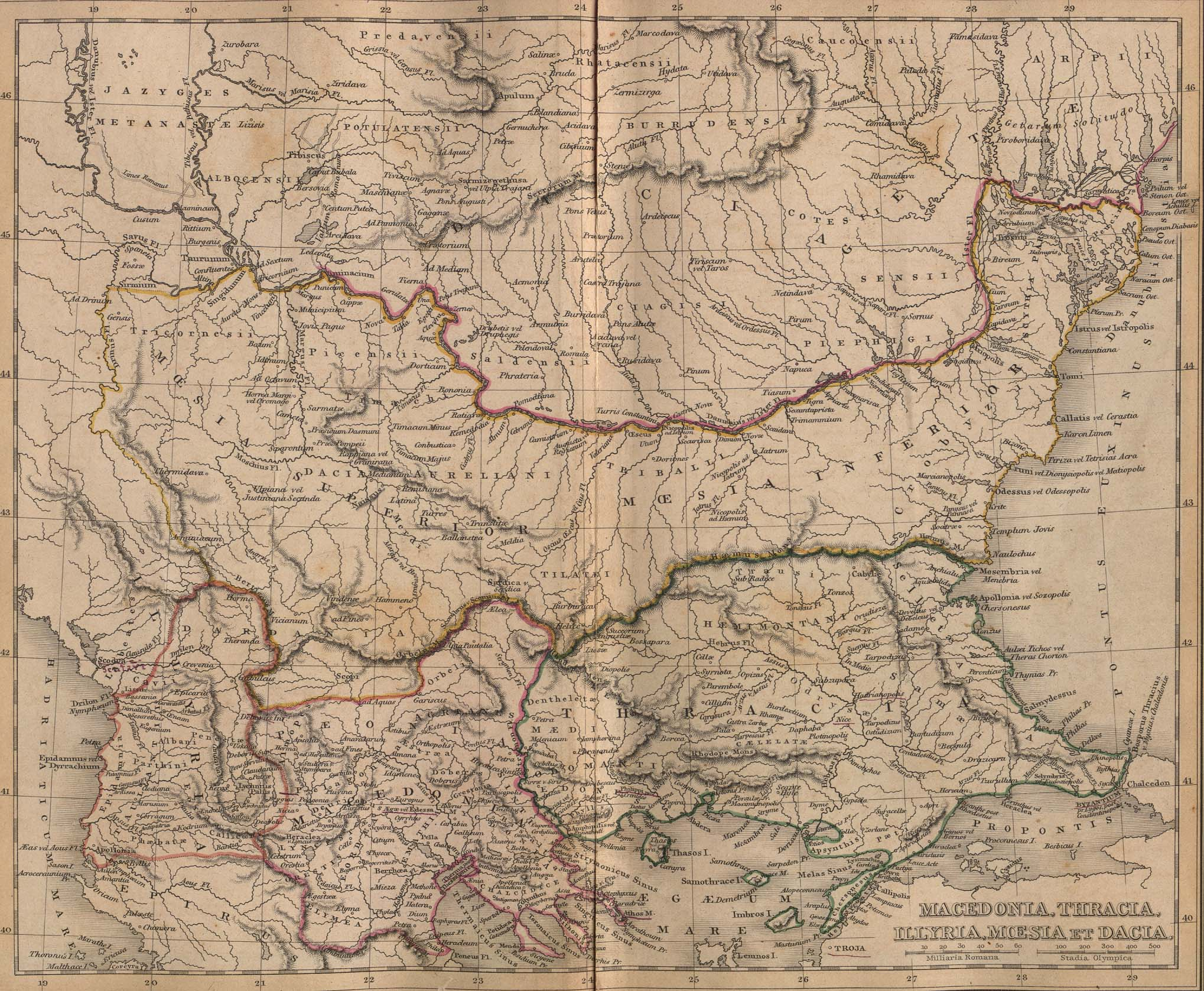
Древняя Македония и соседние территории — Иллирия, Мёзия, Фракия и Дакия в римские времена — карта из атласа Alexander G. Findlay. Classical Atlas to Illustrate Ancient Geography, New York, 1849.

Войско Древней Македонии, Македонское войско — в современном определении вооружённые силы Древней Македонии.

## История

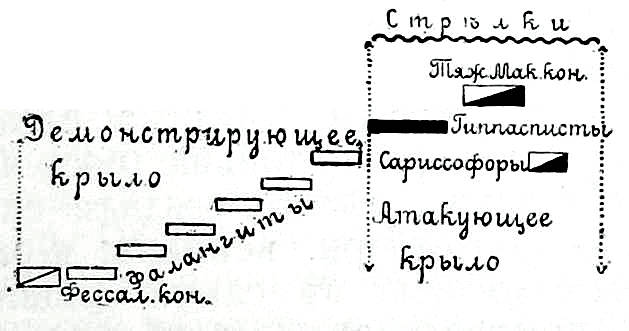
Демонстрирующее и Атакующее крыло, в македонском боевом порядке, рисунок из статьи «История военного искусства», «Военная энциклопедия Сытина»; 1913 год.

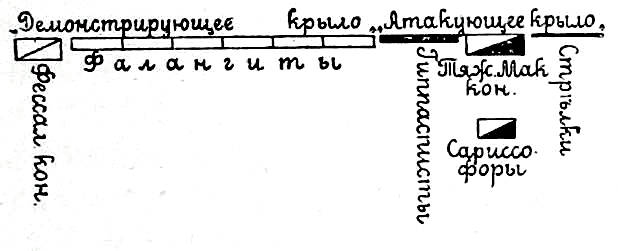
Македонский боевой порядок 2.
Рисунок из статьи «История военного искусства»
(«Военная энциклопедия Сытина»; 1913 год)

В Древней Греции территория занятая её народами (племенами) примерно дробилась на 2 000 мелких государств, обыкновенно состоявших из одного города с примыкающими к нему деревенскими поселениями и полями. Каждое такое город-государство (полис) пользовалось полною политическою независимостью или неуклонно стремилось к такой независимости от других  агрессивных греческих племён или городов. Территория города-государства и была отечеством для этих жителей, все прочие греческие племена были чужие, иноземцы, и взаимные отношения между государствами были отношения международные. Поэтому войны происходили на протяжении всей истории Древней Греции, начиная с греческих темных веков. Образование городов-государств (полисов) положило начало периоду архаической Греции (800 — 480 годов до нашей эры). Войны между полисами (городами-государствами), в отличие от набегов с целью грабежа скота и зерна, приобрели организованный характер.
В историческом периоде жизни Греции, в разное время гегемония принадлежала Спарте, Афинам и Фивам, которые и являлись представителями военного искусства. Устройство вооружённой силы было милиционное а воинской повинности подлежали все свободные граждане в возрасте от 20 до 60 лет в Спарте и от 18 до 40 лет в Афинах.
Изначально в древности Македония была небольшим государством пастухов и земледельцев на севере греческих земель. Однако в IV веке до н. э. македонский царь Филипп II смог, создав мощное войско, захватить всю Грецию, а его сын Александр разгромил гигантскую Персидскую империю, занимавшую территорию 12 современных государств, и вошёл в историю как величайший воинский начальник, создатель мировой державы и прародитель «эллинистического мира» просуществовавшего после его смерти 400 лет.
Вооружённая сила Древней Македонии состояла из органов военного управления, сухопутной силы или войск и морской силы или флота. 
Филиппу и Александру Македонскому греческое военное искусство обязано дальнейшими успехами, это они усовершенствовали греческую фалангу, создали национальное постоянное войско, а во время войн присоединяли контингенты подвластных и союзных народов, а также вербовали наёмников.
Одной из причин успеха Филиппа Македонского в подчинении греческих племён и усыновлении господства Македонии в Древней Греции был его отказ от эллинских военных традиций. Имея мудрость и хитрость Филипп смог собрать более разнообразное войско, включая его конные компоненты. Он довел развитие фаланги до логического завершения, вооружив своих «фалангитов» (поскольку они явно не были гоплитами) длинными пиками-сарисами 6-метровой длины. Македонская фаланга представляла собой не столько стену щитов, сколько стену копий. Македонская фаланга была оборонительным строем, и она не предназначалась для решающего наступательного удара, но использовалась для сковывания вражеской пехоты, в то время как более мобильные силы (например, конница) обходили противника с фланга. Этому «общевойсковому» подходу способствовало широкое использование застрельщиков, таких как пельтасты.
В тактическом плане Филипп усвоил уроки многовековой гражданской войны в Греции. Он повторил тактику Эпаминонда в Херонее,  выстраивая фалангу уступом. Слава Александра в немалой степени связана с его успехами в качестве стратега и тактика; неортодоксальные приёмы, которые он использовал в битвах при Иссе и Гавгамелах, не были похожи ни на что, что раньше видели в Древней Греции.

## Сухопутная сила
Сухопутные войска включали в разный период времени пехоту, конницу, инженерные и артиллерийские войска.

### Конница
Филипп Македонский, а позже и Александр лучше понимали значение конницы, почему первый и заключал союзы с фессалийцами, и не только добывал от них хороших лошадей, но и убеждал различные племена греков поступать к себе на службу.
В македонском войске, первоначально, конница разделялась на 15 ил, к которым присоединялся еще в виде 16 илы почётный царский конвой (άγημα, ίλη βασιλική) или македонская конная гвардия, царский эскадрон. Термин «Ила» происходит из фессалийской конницы.
В македонском войске, времён Александра, конница была трёх родов:
- тяжёлая, носившая шлемы, кольчуги и металлические ножные кирасы и вооружённая мечами и короткими копьями-сарисами;
- лёгкая, предназначавшаяся преимущественно для службы на передовых постах и вооруженная копьями-сарисами в 16 футов длиной;
- средняя[10] (род драгун)[5] — двоеборцы или димахи, сформированные Александром, и которые были предназначены как для конного, так и для пешего боя.

#### Конница гетайров

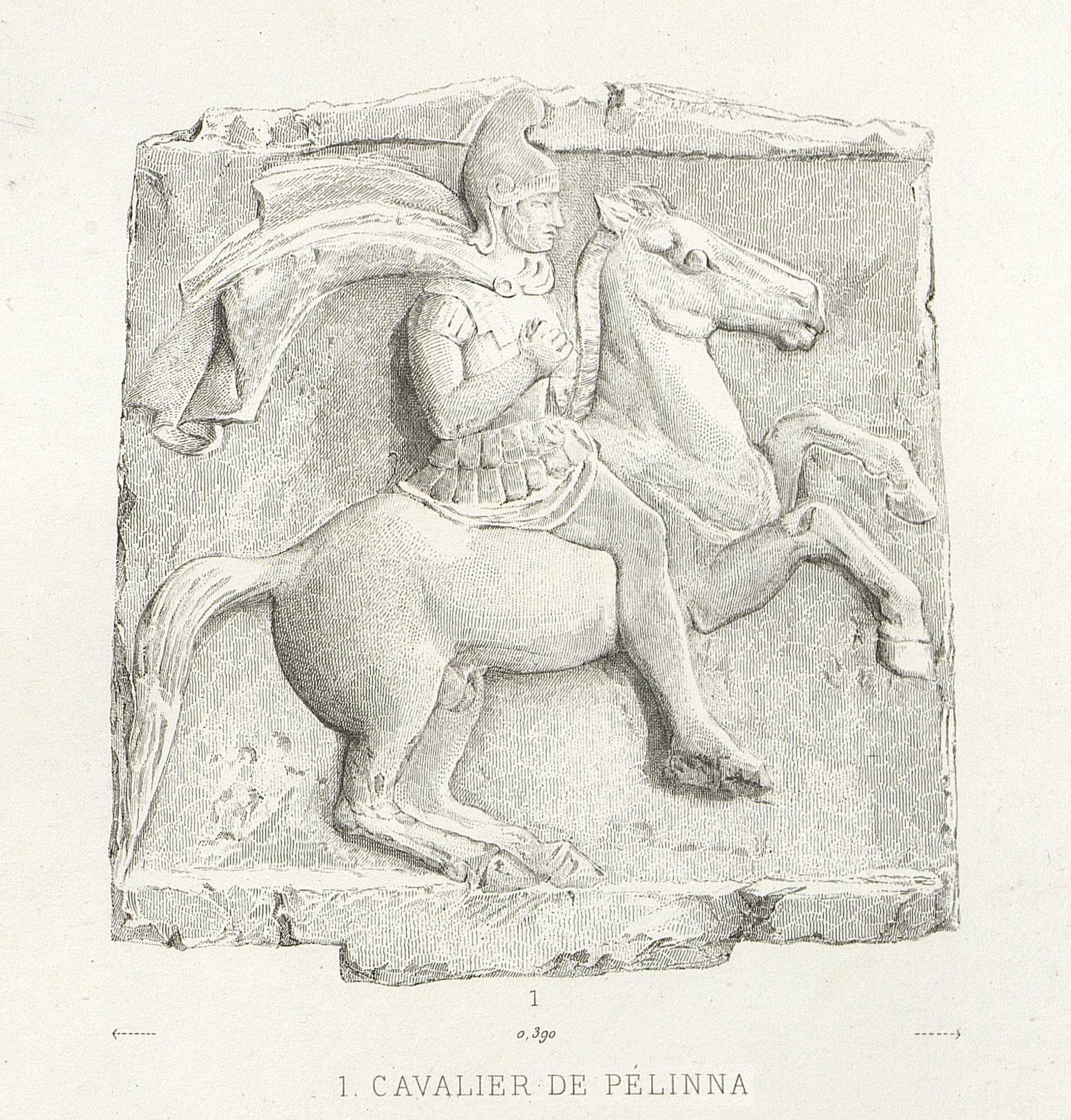
Македонский всадник. Фрагмент барельефа стелы из Пелинны, Фессалия

Главной ударной силой македонского войска (армии) являлись гетайры («друзья», «товарищи», «сотрапезники») — конная охрана (гвардия) постоянного войска македонского царя из тяжёловооружённых всадников, илы (ила примерно соответствовала эскадрону) тяжёлой кавалерии, в которых служили представители македонской знати.
В войске Александра Македонского было восемь ил гетайров, насчитывающих в общей сложности 1 800 человек. Это были территориальные формирования, то есть каждая ила набиралась в определённой области Македонии. Известны илы из Ботиеи, Амфиополя, Анфема, Верхней Македонии, Белоземелья. Но назывались илы по имени своего командира — иларха.
Македонская ила насчитывала 200 человек и строилась клином. Во время сражения все илы гетайров располагались на правом крыле македонского войска. Самая крайняя ила, стоявшая справа, носила название «царская» и имела двойную численность (400 человек), так как пополнялась царскими телохранителями. Возглавлял эту илу сам царь.
Гетайры были вооружены кавалерийским копьём, имевшим наконечники на обоих концах, и коротким мечом, а защищены были медной кирасой или льняным панцирем белого цвета и беотийским шлемом. Гетайры носили золотисто-жёлтый македонский плащ с широкой полосой пурпурного цвета на краю, подчёркивающей их знатность. Этот македонский плащ назывался хламида.

#### Фессалийская конница
Область Фессалия (Тессалия) находилась на севере Греции, южнее Македонии. Её равнины позволяли заниматься разведением коней и иметь сильную конницу. Фессалийские всадники входили в состав войска Александра Македонского как союзники в войне с Персией. Фессалийская конница почти полностью копировала конницу гетайров. Она комплектовалась из знати, подразделялась на восемь ил, одна из которых имела удвоенную численность и также состояла из 1800 человек. Вооружение фессалийцев полностью соответствовало вооружению гетайров. Во время битвы фессалийская конница располагалась на левом крыле македонского войска под командованием опытнейшего полководца Пармениона. В отличие от гетайров, фессалийцы в бою строились ромбом.
Фессалийский плащ отличался формой от македонской хламиды и назывался «фессалийские крылья». Он был тёмно-пурпурного (почти фиолетового) цвета с белым краем.

#### Фракийская конница
В качестве лёгкой конницы в македонском войске использовались всадники фракийских племён, как подчинённых Македонии, так и свободных от неё. Фракийцы занимались разведкой, а во время боя поддерживали тяжёлую конницу гетайров. Фракийская конница подразделялась на три части — продрому, пеонов и одриссу.

##### Продрома
Так назывались отряды лёгкой фракийской конницы, которой управляли македонские офицеры. Обычно они сражались дротиками, но иногда вооружались сариссами. Панцирей разведчики не имели, а вся их защита состояла из беотийского шлема. Всего насчитывалось 4 илы продром по 200 человек в каждой, итого — 800 человек. Продромы носили плащи розового цвета.

##### Пеоны
Отряды пеонов формировались из всадников фракийского племени, жившего севернее Македонии. Они имели то же снаряжение, что и продрома, но носили шлемы аттического типа. Командовал пеонами князь Аристон. В одном из боёв он сразился в поединке с персидским полководцем Сатропатом, закованным в броню, и, убив его, представил окровавленную голову перса царю Александру, потребовав награды. Общая численность пеонов была невелика — несколько сотен человек.

##### Одриссы
Продрома и пэоны составляли элиту в войске Александра Великого, а кроме них существовала ещё конница одрисов — фракийского племени, живущего к северо-востоку от Македонии. Возглавлял их македонец Агафон. Вооружались одриссы так же, как и все остальные фракийские всадники. Они носили пёстрый фракийский плащ и фракийскую шапку.

#### Греческая конница

##### Конница греческих союзников
Для похода на Восток подчинённые Македонии при царе Филиппе греческие города-полисы обязаны были выставить свои пешие и конные войска. Так как гористая Греция была бедна конницей, то приходилось формировать одну илу от нескольких городов. Известны пелопоннесско-ахейская, фиотидо-малейская и фокее-локридская илы. В каждой из них было по 600 человек, и командовал ими сначала полководец Эригий. Во время похода по Азии к войску Александра Великого подходили подкрепления из Элиды, Беотии, Аркании, Этолии. Благодаря всему этому ко времени битвы при Гавгамелах удалось сформировать ещё три илы, которыми командовал Койран (Каран). Во время походов Александра Македонского союзная греческая конница участвовала во всех крупных сражениях. Эта конница относилась к разряду тяжёлой, так как её всадники были защищены кирасой и шлемом, а вооружены камаксом (кавалерийским копьём) и мечом. В бою ила союзной греческой конницы строилась квадратом.

##### Наёмная греческая конница
Кроме союзной, в македонском войске существовала ещё и наёмная греческая конница. В битве при Гавгамелах участвовало два отряда этой конницы (на левом и правом флангах) по две илы в каждом. Каждая ила включала в себя 400 человек. В начале битвы отряды наёмной конницы правого крыла македонского войска были высланы против тяжёлой бактрийской конницы, чтобы расстроить её порядки и подготовить атаку конницы гетайров, но были смяты тяжёлой, полностью закованной в броню конницей и с величайшим трудом спасены продромой. В отличие от союзной, наёмная греческая конница была легковооружённой, так как не носила тяжёлых кирас. В остальном они полностью копировали союзную греческую конницу.

### Пехота

#### Фаланга
Основа тяжёлой пехоты македонском войске Филиппа состояла из педзэтеров («пеших друзей»), иначе — фалангитов. Сариссу держали в 90 — 180 см от тупого конца, так что наконечники копий первых четырёх или пяти рядов в бою выступали перед фронтом фаланги. Несмотря на более тяжёлые доспехи, постоянные тренировки делали части педзэтеров более манёвренными, нежели классическая греческая фаланга. Фаланга делилась на подразделения-таксисы. Таксисы формировали линию фаланги. Всего было 12 таксисов предположительно по 1,5 — 2 тысячи человек. Из них шесть таксисов пошли с Александром в Поход под командованием Пармениона. При Иссе сражались 9500 пезетеров пяти таксисов.
Особенно прославился таксис Кэна, сына Полемократа, набиравшийся в Элимиотиде и имевший элитный статус — он стоял на ударном правом крыле при Иссе и Гавгамелах.
Защитное вооружение: гоплитский шлем пилос, щит аспис (гоплон), кнемиды-поножи. Наличие панцирей не установлено точно, если они были, то, вероятнее всего, линотораксы. Основным оружием была сарисса (пехотная пика 4 метров длиной со свинцовым противовесом на пяте древка, тренировочная сарисса могла достигать длину до 8 метров), прямой меч-ксифос.

#### Гипасписты

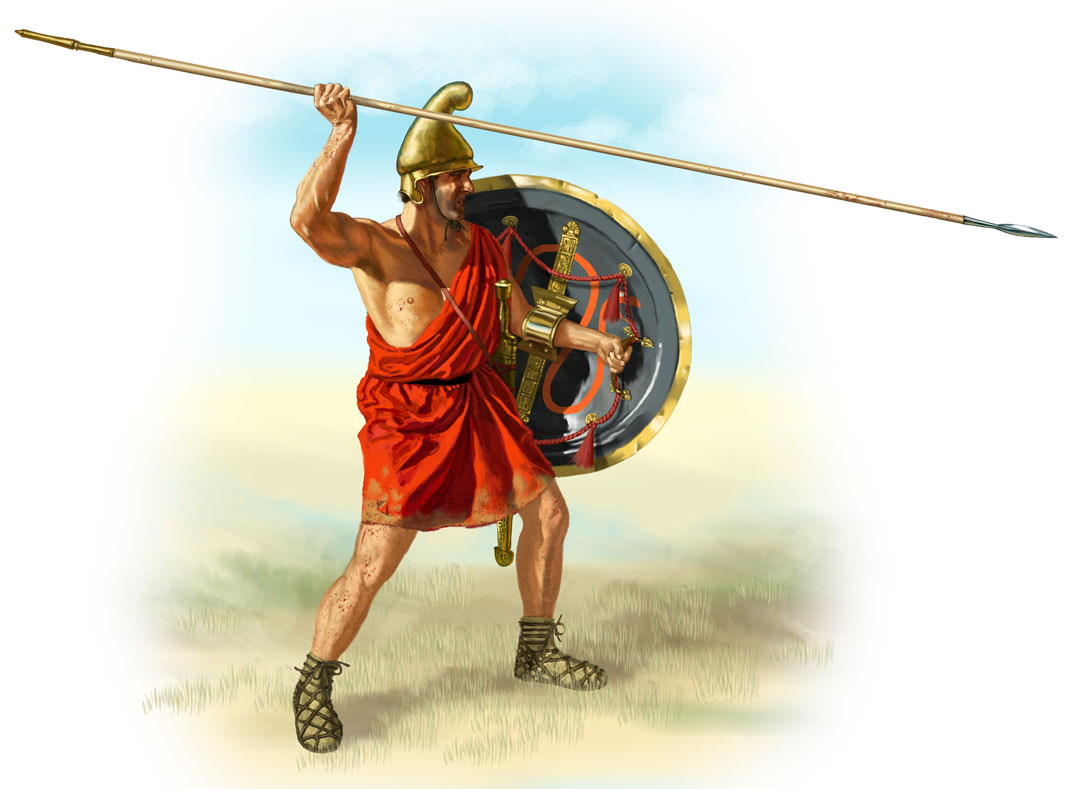
Македонский гипаспист IV в. до н. э. Рис. Джонни Шумейта.

Гипасписты — «щитоносцы» в македонской армии Филиппа Второго и Александра Великого (Аргираспиды-«среброщитные» — элитное подразделение гипаспистов в составе царской Агемы). Наследники идеи фиванских гамиппов. Организованы в хилиархии-«тысячи». Всего было 3 или 6 тысяч гипаспистов (3 или 6 хилиархий).
Одно из ранних наименований гипаспистов — «щитоносцы гетайров», из чего можно сделать вывод, что весь корпус гипаспистов первоначально был сформирован из пеших оруженосцев (щитоносцев) царских спутников-гетайров. Основой боевого применения Александром отборного корпуса гипаспистов стало теснейшее взаимодействие гипаспистов с гетайрами (явное развитие Филиппом идеи Эпаминонда применения беотийских пеших гамиппов и фиванско-тебайской конницы в составе смешанных конно-пехотных отрядов. Гамиппы шли в бой, держась за гривы или за хвосты коней). Вооружение гипаспистов: ударная пика-сарисса (от 2.5 — 3 м), гоплитское копьё или дротики, ксифос, шлем, щит аспис, панцирь (не у всех), поножи-кнемиды.

#### Лёгкая пехота

##### Агриане

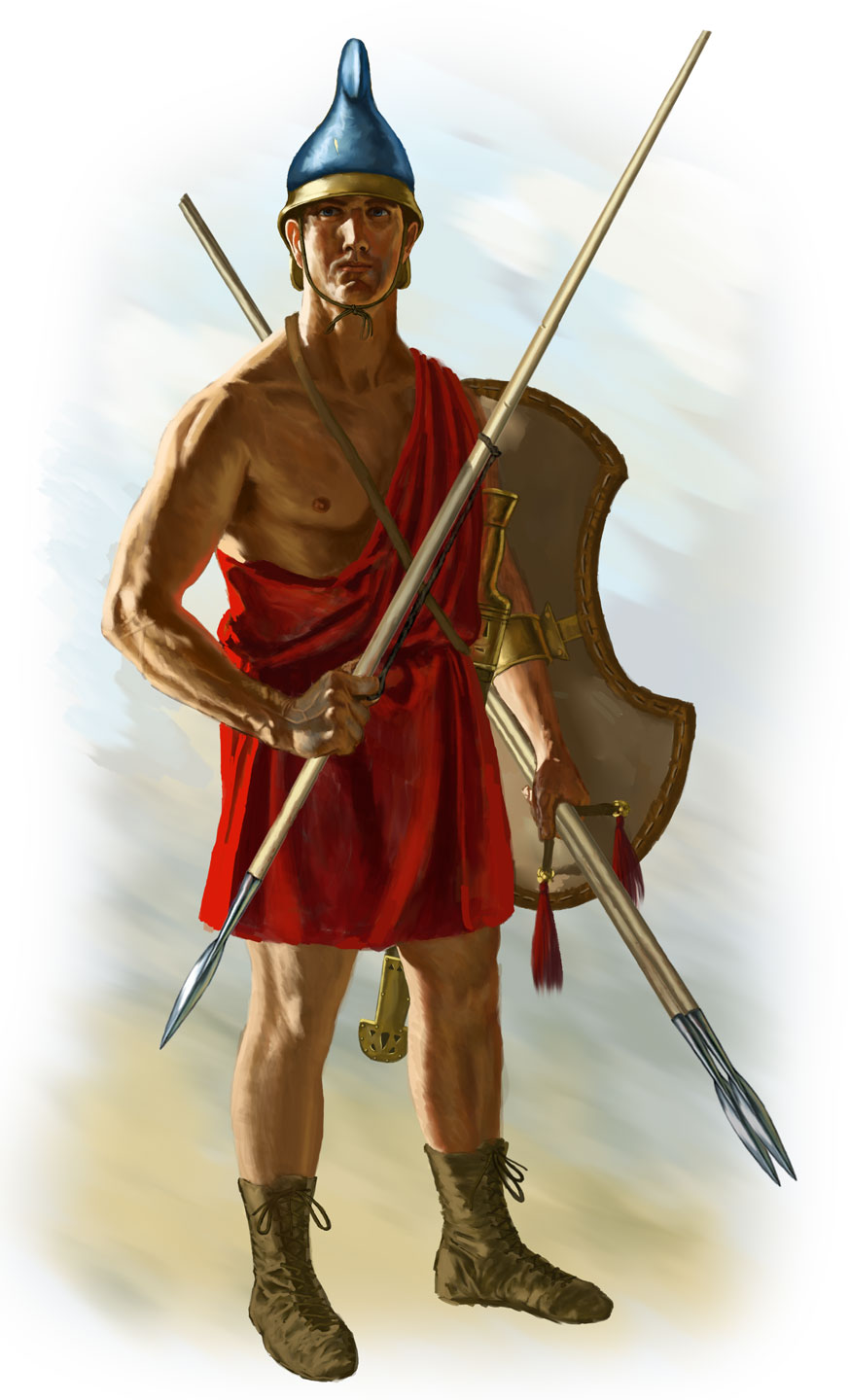
Агрианский пехотинец. Рис. Джонни Шумейта.

Агрианами называлось фракийское племя, жившее севернее Македонии. Их царь Лангар выделил Александру Македонскому 1000 лучших своих воинов. В македонской армии эти войска считались элитными и действовали вместе с конницей гетайров. Они участвовали во всех крупных битвах, а особенно хорошо проявили себя в битвах в горах и при штурмах городов. В битве при Гавгамелах, агриане отразили атаку частей персидской кавалерии, обошедших конницу гетайров с тыла. Агриане относились к лёгкой пехоте и были вооружены дротиками и мечом. Защитой им служил небольшой щит-пелта и шлем. Командовал ими македонский военачальник Аттал.

##### Лучники
В войне македонян с Персией участвовало три отряда лучников по 500 человек в каждом. Особую славу снискал отряд критских лучников, издавна славившихся своей меткостью. Они носили маленький бронзовый щит на левой руке у локтя. Этот щит ярко блестел на Солнце, выдавая расположение стрелков, но именно этим критяне и гордились. На голове они носили своеобразную повязку-тюрбан. В дальнейшем название «критяне» начали распространять на все подразделения лучников независимо от происхождения.

#### Греческая пехота

##### Греческие союзники

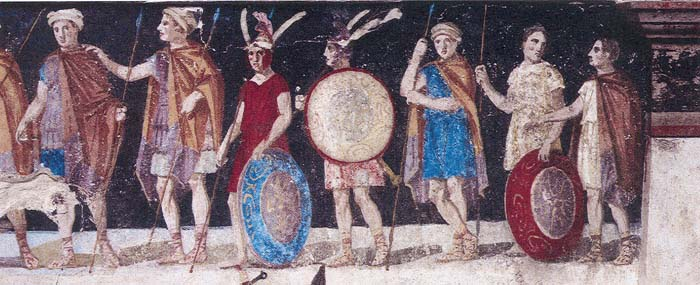
Македонские воины. Фреска из гробницы в Агиос Афанасиос близ Фессалоник, IV в. до н. э.

Для похода на Восток, «Войны за отмщение», греческие города, входящие в Коринфский союз, предоставили часть своих войск в распоряжение Александра. Всего в начале похода греческие контингенты насчитывали 7 тыс. гоплитов. Каждый город выставлял свой лохос, численность которого колебалась от 400 до 800 человек. Активного участия в боевых действиях эта пехота не принимала, скорее всего, из-за своей ненадёжности и ненадобности в македонских тактических схемах. В основном они использовались в качестве гарнизонов в захваченных городах. Греческие гоплиты были вооружены копьём длиной 2,5 — 3 метра и мечом. Защитой им служил льняной панцирь или бронзовая кираса, бронзовый шлем и поножи, а также большой щит-гоплон. На щите по греческому обычаю имелось изображение буквы, тотемного значка или другого символа, чаще всего обозначающего принадлежность к определённому городу Греции.

##### Греческие наёмники
Кроме греков-союзников, в армию Александра Великого входили отряды греков-наёмников. Они присоединялись к нему за всё время его похода, а также переходили к нему в подчинение от персидских сатрапов. Наёмники разделялись на лохосы по 512 человек в каждом. Ко времени битвы при Гавгамелах их численность достигала 9 тыс. человек — 4 тыс. ахейцев и 5 тыс. ветеранов. Они составляли вторую линию македонского войска, не пропуская персидскую кавалерию в тыл македонского войска. Большинство наёмников были родом из Пелопоннеса. В отличие от греческих союзников, они не носили панцирей и понож.

### Инженерные части и артиллерия
Македонское войско первой в истории применила прототип полевой артиллерии. Для сопровождения осадных обозов Филипп ввёл в военный обиход лёгкие катапульты и баллисты. Александр расширил зону их применения, используя их в качестве полевой артиллерии (особенно в горах и при переправах). Орудия были сконструированы так, чтобы основные детали можно было перевозить на лошадях или мулах. Более громоздкие детали вытёсывались на месте. Немалое количество орудий перевозилось в собранном виде. Именно Филипп, а после и Александр, ввели в обиход инженерный корпус, который отвечал не только за осадные обозы, но и за обозы с оборудованием для наведения переправ через реки. Как и в случае с осадными орудиями, основные части оборудования транспортировались на вьючных животных и телегах, а деревянные вытёсывались на месте.

## Морская сила
Македония, подчинив себе все греческие земли, включая острова Эгейского моря, использовала морские силы (флоты) всех островных и прибрежных греческих земель для организации переброски войск и снабжения своих формирований при завоевании территорий соседних государств.